# Камък от Инга
Камъкът от Инга (на португалски: Pedra do Ingá) се намира в средата на река Инга, недалеч от град Инга в щата Параиба, там стои едно от най-интересните открития на археолозите в Бразилия. Така също той се нарича Итакоатиара до Инга, в превод това означава камък на един от местните тупийски езици. Той е с площ от 250 квадратни метра. Това представлява вертикално изграждане с дължина 46 метра и до 3,8 метра височина.
На него се виждат каменни резби като дърворезби, които дори и днес все още чакат да бъдат дешифрирани. Учените са установили върху няколко резби фигури, плодове, животни и други неразбрани неща, но най-важното е, че са издълбани върху камъка Инга – Млечният път и съзвездието Орион.
Според изследванията, тази археологическа находка, разположена в Бразилия датира най-малко на 6000 години, но не е много точно, възможно е да е и на по-малка възраст. Тя е една от главните атракция за антрополози и археолози по целия свят. Камъкът на Инга е формация от гнайс – общ и широко разпространен вид скала. Върху неговите структури се откриват цветни ленти, които се характеризират с редуване на по-тъмни и по-светли ленти.
Резбите на камъка Инга са неразгадани, но някои символи са установени и приети от археолозите. Сред изследователите има такива, които твърдят, че той има финикийски произход, но това не може да се докаже.
Изследователят от Бразилия Габриел Баралди е отделил много време в изследване на криптираните съобщения на камъка Инга. Според него, резбите на интересния камък Инга, са доказателство за древна неизвестна технология.
Въпреки че е с добър вид и сложен дизайн, камъкът не е уникален, защото геометричният му стил се намира и в други бразилски гравюри, които имат много близък стил, но никой от тях не е по-малко известен и интересен като камъка Инга.
Археолозите твърдят, че изрязванията върху камъка са провеждани с голяма прецизност и детайлите свидетелстват за великолепна техника, прилагана от опитни художници, които по всяка вероятност са много надарени и способни да създават тези гравюри.